# Araneus pentagrammicus
Araneus pentagrammicus es una especie de araña del género Araneus, tribu Araneini, familia Araneidae. Fue descrita científicamente por Karsch en 1879.
Se distribuye por Japón y Corea. La especie se mantiene activa durante los meses de marzo, abril, mayo, junio, julio, agosto, septiembre, noviembre y diciembre.